# Saint-Laurent-de-Neste
Saint-Laurent-de-Neste település Franciaországban, Hautes-Pyrénées megyében. Lakosainak száma 960 fő (2022. január 1.). Saint-Laurent-de-Neste Villeneuve-Lécussan, Cuguron, Anères, Montégut, Nestier, Saint-Paul, Tuzaguet és Cantaous községekkel határos.

## Népesség
A település népessége az elmúlt években az alábbi módon változott:
| Lakosok száma | 928  | 921  | 979  | 927  | 932  | 943  | 955  | 958  | 960  |
|               | 2013 | 2015 | 2016 | 2017 | 2018 | 2019 | 2020 | 2021 | 2022 |